# غاف ناعم
غاف ناعم أو مسكيت ناعم (الاسم العلمي: Prosopis laevigata)، نوع من الأشجار المُزهرة تتبع فصيلة البقولية، موطنها المكسيك وبوليفيا وبيرو وشمال غرب الأرجنتين (محافظة خوخوي). في المكسيك، يوجد في المرتفعات الوسطى بالبلاد، والأراضي المنخفضة في جنوب تاماوليباس، وفي أجزاء من أواكساكا، وموريلوس، وبويبلا، وتشياباس. ينمو على مجموعة متنوعة من المواقع على منحدرات التلال والمنخفضات وعلى طول السهول الفيضية. وقد رُصد في الشرق الأوسط أيضًا.